# Nevado Pisco
El Nevado Pisco (quechua: pishqu, 'pájaro') es una montaña de la Cordillera Blanca dentro del parque nacional Huascarán, que forma parte de los Andes Peruanos, ubicado en la provincia de Yungay en la región Áncash.

## Origen del nombre Pisco

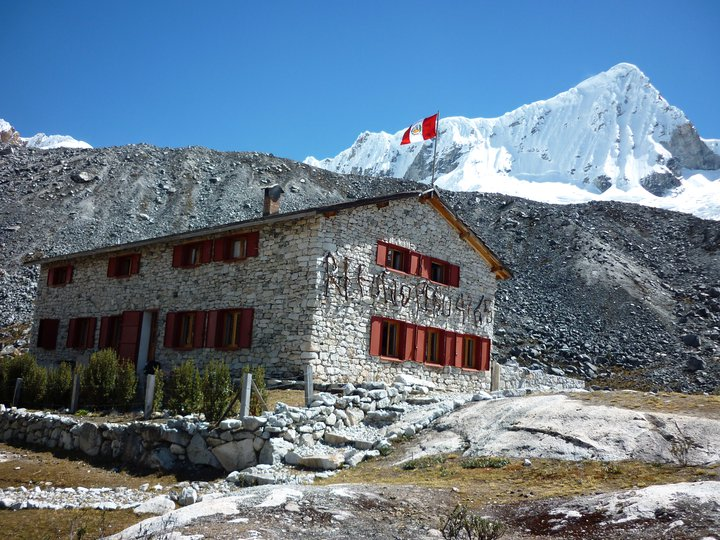
Refugio Perú a 4765, ubicado en el campo morrena del nevado Pisco.

El Mataraju como es conocido por los pobladores fue rebautizado a Pisco porque en su primera ascensión se celebró el logro de la cumbre con la bebida típica del Perú, el Pisco.

## Características
El nevado Pisco forma parte de la cadena montañosa llamada el macizo Huandoy, ubicado en la parte central de la Cordillera Blanca. Hay dos picos de las montañas, divididos por un desnivel que llega a los 5580 m s. n. m.
- Pisco Este (5760 m.s.n.m.), el más alto,
- Pisco Oeste (5752 m s. n. m.). Este es uno de los picos más populares de toda la cordillera.

El nevado Pisco es maravilloso, es que desde la cumbre de este se puede tener una panorama de 360°, considerando como el corazón o el balcón de la cordillera blanca, así que se puede apreciar el majestuosos e impresionante Chacraraju; por el norte se aprecia la Pirámide de Garcilaso, el Artesonraju, Quitaraju,  Almayo, y Santa Cruz; hacia el Este los nevados Caráz, aguja, el cerro La Esfinge, y el Huandoy con sus 4 picos. Hacia el sur el nevado más alto de la Cordillera Blanca y el Perú, el Huascarán Norte y Sur, juntamente al chopicalqui.

## Expedición
El nevado Pisco fue escalado el 12 de julio de 1951,por C. Kojan, G. Kojan, R. Leininger y M. Lenoir. expedición Franco - Belga, instalando campamento alto en el collado formado entre el nevado Huandoy  y el Pisco.
Posteriormente en el año 1955, H. Huber, A. Koch, G. Morales, P. Méndez realizaron ascensión alpina desde un campamento ubicado a 4800 m s. n. m.